# Русина Надія Пилипівна
Надія Пилипівна Русина (14 вересня 1920, село Маринівка, тепер Біляївського району Одеської області — ?) — українська радянська діячка, головний лікар Шаповалівської дільничної лікарні Борзнянського району Чернігівської області. Депутат Верховної Ради УРСР 7—8-го скликань.

## Біографія
Освіта вища. Закінчила медичний інститут.
З 1941 року перебувала на медичній службі у Червоній армії, учасник німецько-радянської війни.
З 1947 року — головний лікар Шаповалівської дільничної лікарні Борзнянського району Чернігівської області.
Потім — на пенсії у селі Шаповалівці Борзнянського району Чернігівської області

## Звання
- капітан медичної служби

## Нагороди
- орден Трудового Червоного Прапора
- орден Вітчизняної війни 2-го ступеня (6.04.1985)
- ордени
- медалі